# Andrea Ferrigato
Andrea Ferrigato (Schio, 1 september 1969) is een voormalig Italiaans wielrenner. Hij was beroepsrenner tussen 1991 en 2005. Ferrigato reed sterk bergop, maar kon ook goed sprinten. Zijn specialiteit was het rijden van heuvelklassiekers, daar Ferrigato allrounder was.

## Belangrijkste overwinningen
1991
- Ronde van Reggio Calabria

1994
- 12e etappe Ronde van Italië

1996
- Leeds International Classic
- Kampioenschap van Zürich
- Trofeo Matteotti
- Ronde van Romagna

1997
- GP Ouest France-Plouay
- 5e etappe Tirreno-Adriatico

1997
- 2e etappe Vierdaagse van Duinkerken

2001
- Eindklassement Ronde van de Algarve

2002
- 2e etappe Ster van Bessèges

2003
- GP Nobili Rubinetterie

## Resultaten in voornaamste wedstrijden
| Jaar | Ronde van Italië | Ronde van Frankrijk | Ronde van Spanje |
| ---- | ---------------- | ------------------- | ---------------- |
| 1991 |                  |                     |                  |
| 1992 | 83e              |                     |                  |
| 1993 |                  | opgave              |                  |
| 1994 | 28e (1)          |                     |                  |
| 1995 | opgave           | 54e                 |                  |
| 1996 |                  | 46e                 |                  |
| 1997 | opgave           |                     |                  |
| 1998 | 64e              | opgave              |                  |
| 1999 | opgave           |                     |                  |
| 2000 | 95e              |                     |                  |
| 2001 |                  |                     |                  |
| 2002 |                  |                     |                  |
| 2003 |                  |                     |                  |
| 2004 | 84e              |                     |                  |

| Jaar | Milaan-San Remo | Gent-Wevelgem | Ronde van Vlaanderen | Amstel Gold Race | Luik-Bast.‑Luik | Ronde van Lombardije | Parijs-Tours | Waalse Pijl | Clásica San Sebastián |  | WK op de weg |  | Wereldranglijsten |
| ---- | --------------- | ------------- | -------------------- | ---------------- | --------------- | -------------------- | ------------ | ----------- | --------------------- |  | ------------ |  | ----------------- |
| 1991 |                 |               |                      |                  |                 | 37e                  | 107e         |             |                       |  |              |  |                   |
| 1992 |                 |               |                      |                  |                 |                      |              |             |                       |  |              |  |                   |
| 1993 |                 |               |                      |                  |                 |                      | 12e          |             |                       |  |              |  |                   |
| 1994 | 50e             |               |                      | 32e              |                 |                      | 43e          |             | 107e                  |  |              |  |                   |
| 1995 |                 |               | 57e                  | 12e              |                 |                      |              |             | 19e                   |  |              |  |                   |
| 1996 |                 |               |                      |                  |                 |                      | 7e           |             | 8e                    |  | 20e          |  | (UWB)             |
| 1997 | 9e              | 5e            |                      | 73e              | 30e             |                      |              | 65e         | 76e                   |  |              |  | 16e (UWB)         |
| 1998 | 130e            |               |                      | 10e              | 56e             |                      | 131e         | 26e         | 37e                   |  |              |  |                   |
| 1999 | 12e             |               |                      |                  |                 |                      |              |             |                       |  |              |  |                   |
| 2000 | 17e             |               |                      |                  | 74e             |                      |              | 11e         |                       |  |              |  |                   |
| 2001 |                 |               |                      |                  |                 |                      |              |             | 8e                    |  |              |  |                   |
| 2002 | 84e             |               |                      |                  |                 |                      |              |             | 103e                  |  |              |  | 30e (UWB)         |
| 2003 |                 |               | 33e                  | 90e              |                 |                      | 130e         |             | 54e                   |  |              |  |                   |
| 2004 |                 |               |                      |                  |                 |                      |              |             |                       |  |              |  |                   |